# Degsporre

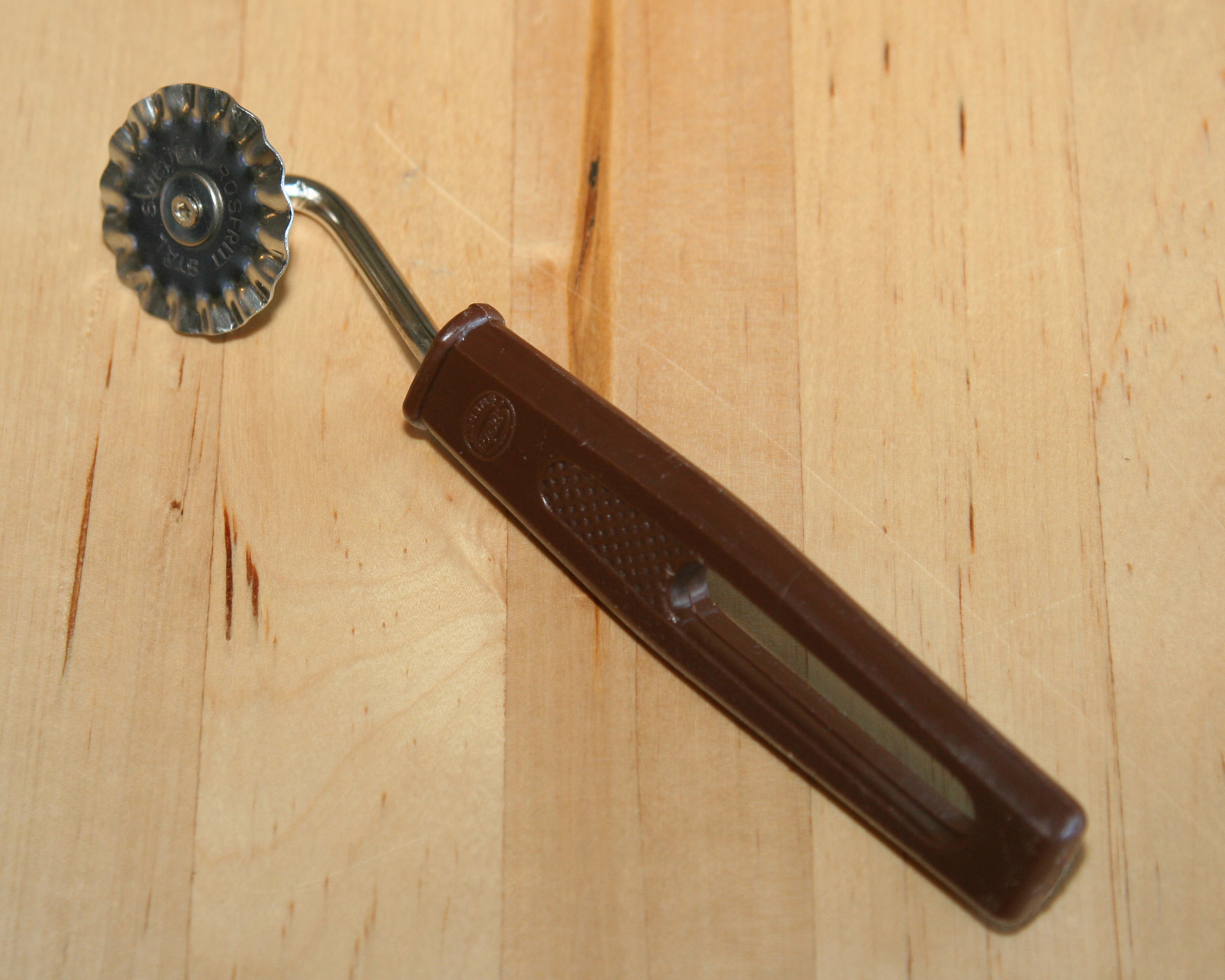
En degsporre.

En degsporre (även kaksporre) är ett skärverktyg som används vid dekorativa utformningar av utkavlad deg. Den har fått sitt namn genom likheten med en sporre med rullande trissa.
Degsporren består av ett handtag och ett specialutformat hjul, som när det rullar över utkavlad deg ger en ojämn snittyta. Detta är användbart när man önskar dekorativa degkanter, exempelvis när man framställer pajer, småkakor, piroger och ravioli. Degsporren repar inte underlaget som en kniv kan göra.